# 罗坝水
罗坝水，位于中国广东省韶关市始兴县境内，是墨江右岸支流，发源于始兴县东南部天平架，蜿蜒西北流，经罗坝镇、顿岗镇，至县城太平镇以西的瑶村附近汇入墨江。河长56千米，河道平均比降5.9‰，流域面积339平方千米。上游河谷深切，多急滩，周围生物资源丰富，设立有车八岭国家级自然保护区；中游河床宽浅，洪水时易变迁；下游始兴盆地，河谷开阔，是始兴县主要粮产区之一。